# Клецкой, Валентин Андреевич
Валенти́н Андре́евич Клецко́й (укр. Валентин Андрійович Клецькой; род. 11 января 1985, Киев) — украинский гребец, выступавший за сборную Украины по академической гребле в период 2005—2015 годов. Серебряный и дважды бронзовый призёр чемпионатов Европы, участник летних Олимпийских игр в Лондоне.

## Биография
Валентин Клецкой родился 11 января 1985 года в Киеве, Украинская ССР. Учился в киевской общеобразовательной школе № 290, затем окончил Университет экономики и права «КРОК». Заниматься греблей начал в 1998 году в возрасте тринадцати лет, проходил подготовку под руководством заслуженного тренера Украины Виктора Васильевича Потабенко.
Дебютировал на международной арене в сезоне 2005 года, выступив на чемпионате мира среди юниоров в Афинах.
В 2006 году вошёл в основной состав украинской национальной сборной и впервые стартовал на этапе Кубка мира.
В 2007 году участвовал в молодёжном мировом первенстве в Глазго, где соревновался в зачёте четвёрок парных.
На чемпионате Европы 2009 года в Бресте завоевал серебряную медаль в распашных восьмёрках с рулевым, уступив на финише только экипажу из Польши. При этом на чемпионате мира в Познани попасть в число призёров не смог, попав в утешительный финал «Б».
В 2010 году в восьмёрках стал бронзовым призёром европейского первенства в Монтемор-у-Велью, пропустив вперёд сборные Германии и Польши, тогда как на мировом первенстве в Карапиро в той же дисциплине финишировал четвёртым в финале «Б».
На чемпионате Европы в Пловдиве вновь получил бронзу в восьмёрках, проиграв в финале только полякам и чехам, в то время как на чемпионате мира в Бледе снова оказался в финале «Б».
Благодаря череде удачных выступлений удостоился права защищать честь страны на летних Олимпийских играх 2012 года в Лондоне — в программе мужских восьмёрок финишировал во всех трёх заездах последним и расположился в итоговом протоколе соревнований на последней восьмой строке.
После лондонской Олимпиады Клецкой остался в составе украинской национальной сборной и продолжил принимать участие в крупнейших международных соревнованиях. Так, в 2013 году он отметился выступлением на европейском первенстве в Севилье.
В 2014 году участвовал в чемпионате Европы в Белграде и в чемпионате мира в Амстердаме, где выступал в рулевых восьмёрках и безрульных четвёрках соответственно.
Последний раз показывал сколько-нибудь значимые результаты на международном уровне в сезоне 2015 года, когда побывал на европейском первенстве в Познани и на мировом первенстве в Эглебетт-ле-Лак. Вскоре по окончании этих соревнований принял решение завершить спортивную карьеру.